# NK Slavonac Komletinci
NK Slavonac je nogometni klub iz Komletinaca. Klub je osnovan 1948. godine. 
U sezoni 2022./23. se natječe se u MŽNL Osijek – Vinkovci.